# 織篢鎮
织篢镇，是中华人民共和国广东省阳江市阳西县下辖的一个乡镇级行政单位。

## 行政区划
織篢鎮下辖以下地区：
织篢街道社区、兴华社区、西湖社区、蒲牌社区、石步村、苏村、牛岭村、谷围村、黎昌朗村、山塘村、石桥铺村、仓新村、太平村、金钩村、联安村、东村、大泉村、长岐村、岑村、联生村、平南村、蒲牌村、塘村、坭河村、河南村、大环村、长江村、冲口村、星光村、上朗村和胶庠村。